# 王集
王集（?—?），陝西省同州府蒲城縣人，清朝政治人物、進士出身。
光緒三年（1877年），参加丁丑科殿試，登進士二甲第20名。同年五月，分部學習。